# Troubadour
Troubadour è un nightclub situato a West Hollywood, Los Angeles, California, al numero 9081 del Santa Monica Boulevard, a est della Doheny Drive e a breve distanza dalle alture di Beverly Hills.

## Storia

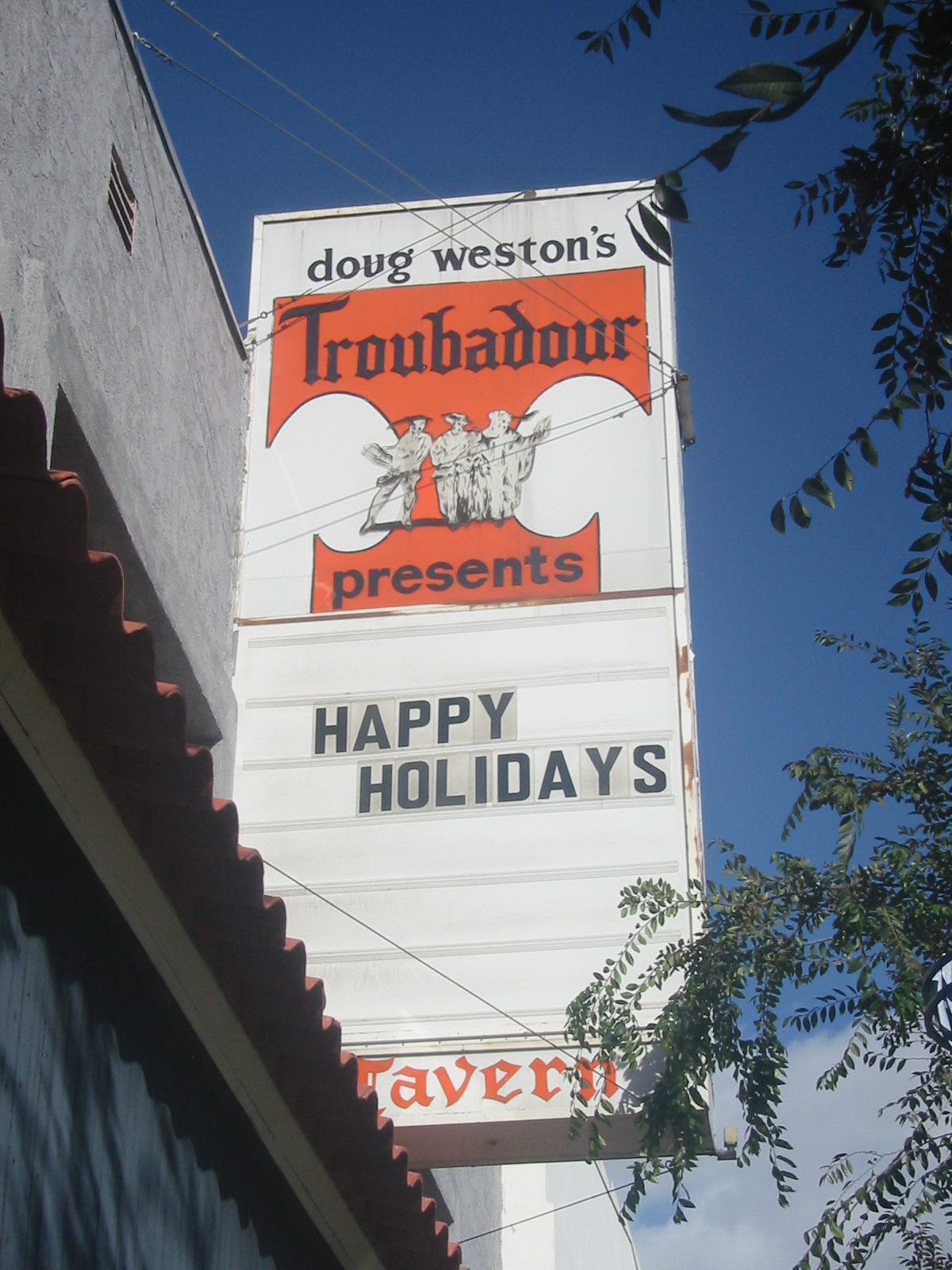
L'insegna del Troubadour

Il club aprì i battenti nell'autunno del 1957 come locale destinato a spettacoli di musica folk. Negli anni sessanta aprì le porte anche ai cantautori e agli artisti rock. Il Troubadour ebbe un importantissimo ruolo nella nascita musicale di molti artisti come Neil Diamond, che fece qui il suo primo show, e il complesso dei Byrds, ingaggiati al loro debutto nel 1965. Il 25 agosto 1970 Diamond fece esordire nello stesso locale Elton John, al suo debutto live negli Stati Uniti (il cantante inglese tornò poi a esibirsi nuovamente al Troubadour cinque anni dopo, nel 1975). Tim Buckley si esibì al Troubadour in due serate consecutive, rispettivamente tre e quattro settembre del 1969, da cui venne registrato l'omonimo live, Live at the Troubadour 1969.

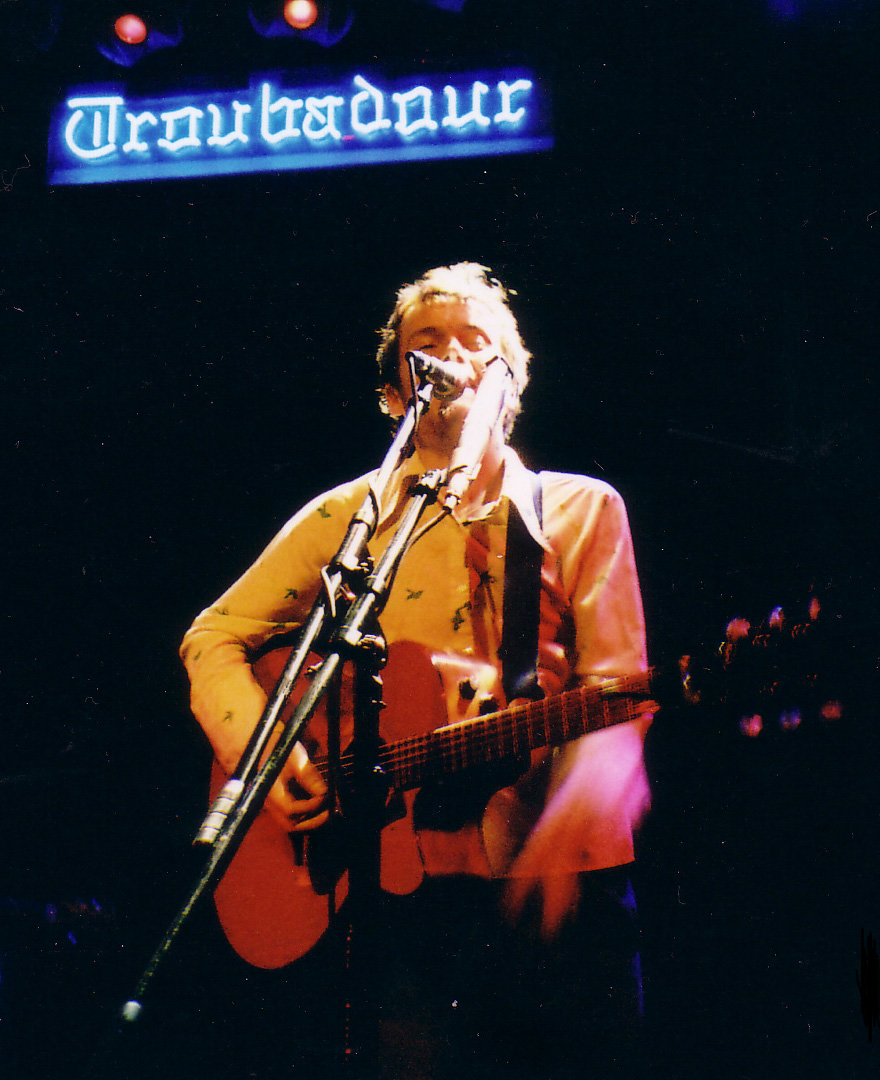
Il cantante Damien Rice in un concerto al Troubadour

Nel 1974 John Lennon e il suo amico Harry Nilsson furono espulsi dal locale per aver interrotto ubriachi l'esibizione dei The Smothers Brothers. Randy Newman esordì in questo club, come anche i comici statunitensi Cheech & Chong. Altri artisti della musica pop che hanno esordito o comunque hanno suonato nel locale sono stati Damien Rice, Lenny Bruce, James Taylor, Bette Midler, Bruce Springsteen, i Pointer Sisters, Sheryl Crow, George Carlin, Tom Waits, Rickie Lee Jones e molti altri. Il Troubadour è stato anche trampolino di lancio di leggende folk come Bob Dylan (che nel 1964 si trovò a cantare avendo come audience il solo staff del locale), Ramblin' Jack Elliott e Arlo Guthrie.
Dagli anni settanta il Troubadour ha iniziato ad accogliere anche artisti new wave e di punk rock prima di aprire i battenti, negli anni ottanta, anche ai gruppi heavy metal come i Mötley Crüe, i Guns N' Roses e i W.A.S.P.. I Guns N' Roses in particolare suonarono qui il loro primo show e qui furono scoperti dai talent scout della Geffen Records, presenti nel pubblico della sala. Il 1º aprile 2016 I Guns N' Roses suonano a sorpresa, nello stesso palco oltre ad Axl Rose c'erano Slash e il bassista Duff. Il Troubadour accoglie ogni tipo di musica ed è diventato uno dei principali locali musicali di Hollywood e uno dei più conosciuti al mondo. I cinquant'anni dalla fondazione del club sono stati ricordati con una maratona musicale articolata su tre serate speciali che si sono tenute dal 28 al 30 novembre 2007.

## Tributi
La famosa rock band italiana Le Orme ha dedicato al Troubadour un brano nel 1976, intitolato Regina al Troubadour.